# Episomacris pakitzae
Episomacris pakitzae är en insektsart som beskrevs av Frédéric Carbonell och Marius Descamps 1978. Episomacris pakitzae ingår i släktet Episomacris och familjen gräshoppor. Inga underarter finns listade i Catalogue of Life.